# Sid Bernstein
Pour les articles homonymes, voir Bernstein et Sidney Bernstein.
Sid Bernstein (né Sidney Bernstein le 12 août 1918 à Manhattan, New York - mort le 21 août 2013 à Manhattan, New York) est un producteur de musique, agent artistique et promoteur musical américain.

## Biographie
Ses efforts ont modifié la scène musicale américaine dans les années 1960, car il a organisé des tournées américaines des groupes britanniques The Beatles, The Rolling Stones, Herman's Hermits, The Moody Blues et The Kinks. C'est le premier impresario à organiser des concerts rock dans les stades sportifs américains,.
Sid Bernstein est mort à Manhattan le 21 août 2013 .